# Antony Alves Santos
Antony Alves Santos (Curitiba, 8 settembre 2001) è un calciatore brasiliano, attaccante dei Portland Timbers.

## Carriera
Cresciuto nel settore giovanile del Joinville, debutta in prima squadra il 16 gennaio 2019 in occasione del match del Campionato Catarinense pareggiato 1-1 contro il Brusque.
Nel 2020 viene prestato al Corinthians che inizialmente lo aggrega alla propria formazione Under-23; nel 2021 gioca 3 incontri del Campionato Paulista con la prima squadra.
Rientrato al Joinville, nel 2021 viene ceduto in prestito all'Arouca.

## Statistiche
Statistiche aggiornate al 30 dicembre 2021.

### Presenze e reti nei club
| Stagione        | Squadra         | Campionato      | Campionato | Campionato | Coppe nazionali | Coppe nazionali | Coppe nazionali | Coppe continentali | Coppe continentali | Coppe continentali | Altre coppe | Altre coppe | Altre coppe | Totale | Totale | Totale |
| Stagione        | Squadra         | Comp            | Pres       | Reti       | Comp            | Pres            | Reti            | Comp               | Pres               | Reti               | Comp        | Pres        | Reti        | Pres   | Reti   |        |
| --------------- | --------------- | --------------- | ---------- | ---------- | --------------- | --------------- | --------------- | ------------------ | ------------------ | ------------------ | ----------- | ----------- | ----------- | ------ | ------ | ------ |
| 2019            | Joinville       | PD/SC+D         | 8+2        | 0          | CB              | 1               | 0               |                    | -                  | -                  |             | -           | -           | 11     | 0      |        |
| 2021            | Corinthians     | A1/SP+A         | 0+3        | 0          | CB              | 0               | 0               |                    | -                  | -                  |             | -           | -           | 3      | 0      |        |
| 2021-2022       | Arouca          | PL              | 4          | 1          | CP+CdL          | 0               | 0               |                    | -                  | -                  |             | -           | -           | 4      | 1      |        |
| Totale carriera | Totale carriera | Totale carriera | 17         | 1          |                 | 1               | 0               |                    | 0                  | 0                  |             | -           | -           | 18     | 1      |        |